# Trois motos… ou quatre
Trois motos… ou quatre est l'album 17 de la série de bande dessinée Jeremiah dessinée et scénarisée par Hermann.

## Synopsis
Jeremiah revient chez sa Tante Martha et son compagnon à Langton pour les aider à reconstruire leur maison. Il est seul, sans Kurdy Malloy, car Martha le déteste. 
Stonebridge demande la protection de Jeremiah car un gang de motards le poursuit pour lui extorquer la cachette d'un butin à l'origine douteuse.
Trois motos… ou quatre, Jeremiah, 1994 Hermann Huppen.